# Radio 4 (band)
Radio 4 is een band uit Brooklyn, opgericht in 1999. Hun sound, die wordt omschreven als danceable punk, is naar eigen zeggen "gemaakt in New York, gaat over New York, en klinkt als New York".
De band telt vijf leden: Anthony Roman (zang, bas) (voormalig lid van Garden Variety), Tommy Williams (zang, gitaar), Gerard Garone (keyboards), Greg Collins (drums) en P.J. O'Connor (percussie).
Inspiratiebronnen van de groep zijn onder andere Death From Above, Gang of Four, Mission of Burma, Primal Scream en Zero Zero, maar hun punk-popgeluid gecombineerd met hun  militante politieke ideeën zorgt ervoor dat ze vooral worden vergeleken met The Clash.

## Discografie
- "Beat Around The Bush" (EP, 1999, Gern Blandsten Records)
- "The New Song and Dance" (album, mei 2000, Gern Blandsten Records)
- "Dance to the Underground" (EP, juni 2001, Gern Blandsten Records)
- "Gotham" (album, april 2002, Gern Blandsten Records)
- "Stealing of a Nation" (album, september 2004)
- "Enemies Like This (album, mei 2006, Astralwerks)